# Flaschberg
Flaschberg je naselje v Občini Zgornji Dravograd v Okraju Špital ob Dravi  na Koroškem v Avstriji.